# Montelanico
Montelanico è un comune italiano di 2 012 abitanti della città metropolitana di Roma Capitale.

## Geografia fisica

### Territorio
Il territorio comunale si presenta montuoso nella sua parte meridionale, segnato dal versante centro-settentrionale dei Monti Lepini, per diventare collinare prima, e pianeggiante poi, quando nella sua parte settentrionale arriva alla valle del Sacco.
Nel territorio comunale, al confine con Segni e Cori, si eleva il monte Lupone, appartenente al gruppo montuoso dei monti Lepini. Altri rilievi ricadenti nel territorio comunale sono il Colle Zappetella, 930 metri, Colle Piano, 840 metri e il Monte Repecanino (856,3m s.l.m.).

## Origini del nome
L'etimologia del lemma Montelanico deriverebbe nella sua forma Metellanico o Montellanico del XIV secolo dal nome Metellus più il suffisso -anicus, dei Metelli, presumibilmente una famiglia romana proprietaria di un fondo in loco. Una seconda interpretazione deriverebbe da una leggenda secondo cui un pastore avrebbe tosato tanta lana dal suo gregge da accumularne un monte di lana.

## Storia
Montelanico tra il 1860 e il 1870 fu teatro di alcune azioni di brigantaggio che interessarono diversi territori del Lazio, unitariamente indicate come Brigantaggio postunitario nello Stato Pontificio.

## Monumenti e luoghi d'interesse

### Architetture civili
- Castello di Collemezzo, ridotto attualmente a rudere, sito in Via Mazzini, 8. Citato la prima volta in un documento di papa Lucio III, nel 1182.

### Architetture religiose
- San Pietro Apostolo.
- Santuario della Madonna del Soccorso.
- Madonna del Buon Consiglio.
- Chiesa di San Antonio Tigri.

### Altro
- Fontana della piazza di Montelanico, opera di Ernesto Biondi.

## Società

### Evoluzione demografica
Abitanti censiti

### Tradizioni e folclore
- maggio: San Michele Arcangelo. Riti sacri in onore del Santo - giorno 8.
- agosto: festa della Madonna di Collemezzo - prima domenica.
- settembre: festa patronale della Beata Vergine del Soccorso - terza domenica.
- settembre: festa patronale di San Michele Arcangelo - giorno 29

## Infrastrutture e trasporti

### Strade
- La Strada regionale 609 Carpinetana, che collega Colleferro con Priverno, attraversa Montelanico.
- SP 60/b, che collega Montelanico a Segni.

## Amministrazione
| Periodo           | Periodo   | Primo cittadino | Partito      | Carica  | Note |
| ----------------- | --------- | --------------- | ------------ | ------- | ---- |
| 22 settembre 2020 | in carica | Sandro Onorati  | Lista civica | Sindaco |      |

### Gemellaggi
- Lagnes[8]

### Altre informazioni amministrative
- Fa parte della XVIII Comunità dei Monti Lepini.